# Anna Williams (poetessa)
Anna Williams (1706 – 6 settembre 1783) è stata una poetessa gallese, amica di Samuel Johnson.

## Primi anni

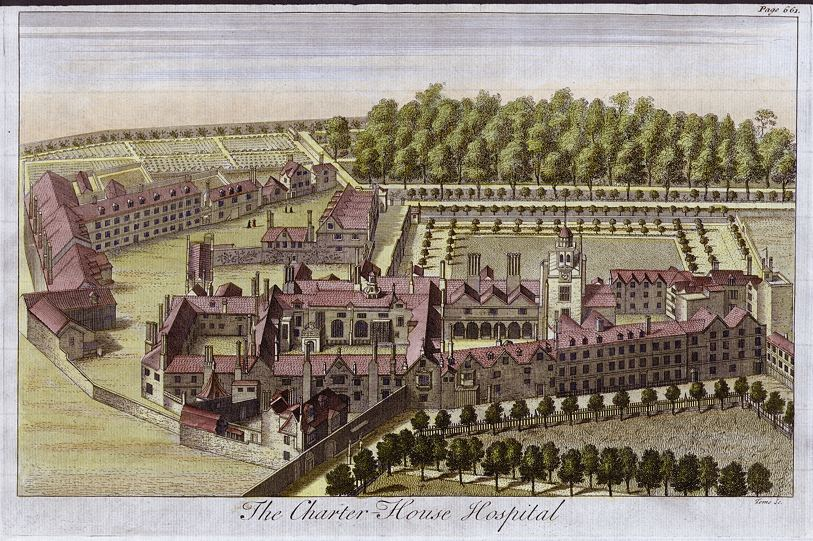
La Charterhouse nel 1770.

Anna Williams nacque a Rosemarket, Pembrokeshire da Zachariah Williams (1668/73–1755) (scienziato e medico) e da sua moglie Martha. Suo padre le procurò un'istruzione artistica e scientifica, tra cui l'italiano ed il francese. Nel 1726/7 Zachariah ed Anna si trasferirono a Londra, presso la Charterhouse, dove Anna aiutò il padre negli esperimenti sul magnetismo per la ricerca della longitudine e continuò ad assisterlo a partire dal 1745 quando fu costretto a letto e poi ricoverato in ospedale. Nonostante avesse problemi alla vista, Anna Williams si dedicò alla traduzione dal francese di una biografia dell'imperatore Flavio Claudio Giuliano.
Una curiosità circa l'interesse della Williams per gli esperimenti scientifici riguarda gli esperimenti condotti da Stephen Gray sulla elettricità statica da sfregamento. Anna Williams sostenne di essere stata la prima persona a notare e descrivere l'emissione di scintille da un corpo umano elettricamente carico. In Miscellanies in Prose and Verse scrisse: "The Publisher of this Miscellany, as she was assisting Mr Grey [sic] in his experiments, was the first that observed and notified the emission of the electrical spark from a human body."

## Vita con Johnson
Nel 1748 suo padre fu dimesso dall'ospedale e Anna chiese aiuto al Dr Johnson, che aveva seguito con interesse gli esperimenti condotti da Williams e l'aveva anche consigliato nella pubblicazione della sua teoria della longitudine. Johnson prese accordi con Samuel Sharp perché operasse di cataratta Anna; l'intervento non riuscì e per questo fu accolta nella casa di Johnson e con lui restò fino alla fine dei suoi giorni. Seguì Johnson in tutte le sue varie residenze,  l'unica eccezione fu nel periodo 1759–65, quando lo scrittore si trasferì da Gough Street a Inner Temple, durante questo periodo Anna alloggiò in Bolt Court, Fleet Street - dove Johnson andava a bere il tè con lei "ogni sera … prima di rientrare a casa, qualsiasi ora fosse, e lei sempre lo aspettava" e nell'agosto 1763, Boswell si sentì orgoglioso di "essere un privilegiato" perché Johnson "mi portò con lui quella sera a bere un tè con Miss Williams".
Nel 1765 Williams ritornò ad abitare con Johnson in Fleet Street, e poi dal Marzo 1776 fino alla sua morte abitò al n.8 di Bolt Court, dove curò la gestione della casa. Aiutava regolarmente Johnson quando si tratteneva a casa, l'accompagnava quando era invitato in giro o, in caso contrario, riceveva a casa del cibo che Johnson le faceva recapitare. Conoscendo molte opere letterarie, la Williams sapeva bene esprimersi e, data "la consuetudine con Johnson, conosceva le sue abitudini e come invitarlo in una conversazione." Johnson, invece, da parte sua, non andava oltre un comportamento giocoso verso di lei: Frances Reynolds ricorda che quando si recavano a far visita, Johnson a volte "le volteggiava intorno mentre erano sui gradini d'ingresso".
Anna riceveva annualmente regali in denaro da conoscenti, tra cui Lady Philipps di Picton Castle, una vecchia amica di famiglia, ma tale rendita era integrata da iniziative di Johnson che, per esempio, organizzò con David Garrick per una rappresentazione di beneficenza della tragedia Merope di Aaron Hill al Teatro di Drury Lane il 22 gennaio 1756 in favore di ‘una gentildonna priva della vista’ e nel 1774 aiutò la Williams per proporre la sua domanda di ricovero presso l'istituto di carità Hetherington nel Christ's Hospital (la domanda non fu accolta perché non erano ammessi i candidati Gallesi).

## Ultimi giorni e la morte
Man mano che Anna Williams invecchiava e diventava più fragile si mostrò sempre più intollerante verso gli altri membri della casa di Johnson, anche se questo non diminuì le attenzioni di Johnson verso di lei -scrisse una preghiera per lei negli ultimi giorni della sua malattia e dopo la sua morte scrisse che:"Era curiosa di tutto, la sua conoscenza era vasta e ha sopoportato quarant'anni di miseria con costante fortezza. Per trent'anni e più è stata mia amica e la sua morte mi ha lasciato molto desolato." La sua cerchia di conoscenti, pur riconoscendo la sua irritabilità, ha anche ammesso la sua ampia cultura e la sua intelligenza. Anna Williams lasciò in eredità £200 in azioni e $157 14s, in contanti da devolvere alla Ladies' Charity School, Snow Hill, Londra.

## Opere
- Miscellanies in Prose and Verse, pubblicato nel 1766 in un'edizione in quarto presso Thomas Davies con una prefazione ed altri scritti in prosa e in versi di Johnson. Quando fu per la prima volta pubblicizzato nel 1750, ci furono vivaci reclami da parte degli amici di Anna secondo i quali Johnson non si era granché disturbato per presentarlo, pur ottenendo un moderato successo e facendo guadagnare all'autore circa £100.

- Nel 1754 Williams iniziò a scrivere un dizionario di termini filosofici probabilmente ispirato al Dizionario di Johnson - ma la stesura venne interrotta nonostante il sostegno di Johnson (egli scrisse al tipografo Richardson dicendo della Williams che ‘ella si intende di chimica e di molte altre arti’[6]).
- Scrisse un componimento in occasione di un evento luttuoso "On the Death of Sir Erasmus Philipps, Unfortunately Drowned in the River Avon".

Nel Dictionary of National Biography alla voce Williams Anna si legge "come scrittrice aveva capacità ma non ingegno...[una scrittrice] di versi corretti [e] validi seppur convenzionalieffective".  Miscellanies è una raccolta eterogenea di vari frammenti, versi, prosa e frammenti di drammi. È possibile che ci sia stato un influsso di Alexander Pope sull'opera della Williams, come è possibile riscontrare in questa citazione tratta da The Happy Solitude, Or The Wished Retirement :
For me, contented with a humble state
'Twas ne'er my care, or fortune, to be great
[Io, contenta di una condizione modesta
mai mi affannai, né tentai la sorte, per essere importante]